# Seleuco di Seleucia
Seleuco di Seleucia, noto anche come Seleuco di Babilonia (Seleucia al Tigri, ... – ...; fl. 150 a.C.), è stato un filosofo e astronomo greco antico.
Essendo andate perse le sue opere, le sole notizie su di lui sono trasmesse da pochi brani di Plutarco, Aezio e Strabone.

## Biografia e studi
Fu un sostenitore della teoria eliocentrica di Aristarco di Samo (della quale, secondo Plutarco, aveva fornito anche una dimostrazione) e dell'infinità dell'universo.
Aveva inoltre studiato il fenomeno delle maree e in particolare il ciclo annuale delle diseguaglianze diurne (cioè delle differenze tra le due alte maree giornaliere) osservabile nel Mare Arabico. La sua teoria delle maree era certamente basata sull'azione della Luna, che egli pensava mediata dal pneuma presente tra la Terra e la Luna. Altri aspetti della sua teoria non sono chiaramente descritti nelle testimonianze di Strabone e di Aezio. Un passo di quest'ultimo autore, di difficile interpretazione, pone una relazione tra le maree, la Luna  e i moti della Terra.
Galileo, pur senza nominarlo esplicitamente, si riferisce certamente alla teoria delle maree di Seleuco ed alla propria interpretazione del passo di Aezio quando, nella quarta giornata del Dialogo dei Massimi Sistemi, accenna ad «uno antico matematico» che avrebbe affermato che «il moto della Terra, incontrandosi col moto dell'orbe lunare, cagiona, per tal contrasto, il flusso e reflusso».
Su base filologica, Lucio Russo sostiene che la prova dell'eliocentrismo di Seleuco fosse basata proprio sulla spiegazione delle maree, ed in particolare sull'idea che le maree siano causate dal moto "vorticoso" della Terra. Secondo Russo, questo moto "vorticoso" non sarebbe altro che il moto composito della Terra intorno al proprio asse e intorno al centro di massa del sistema Terra-Luna, moto che è alla base della spiegazione moderna dei fenomeni mareali.